# Municipio de East Huntingdon
El municipio de East Huntingdon (en inglés: East Huntingdon Township) es un municipio ubicado en el condado de Westmoreland en el estado estadounidense de Pensilvania. En el año 2000 tenía una población de 7,781 habitantes y una densidad poblacional de 91 personas por km².

## Geografía
El municipio de East Huntingdon se encuentra ubicado en las coordenadas 40°07′00″N 79°34′59″O / 40.11667, -79.58306.

## Demografía
Según la Oficina del Censo en 2000 los ingresos medios por hogar en la localidad eran de $32,460 y los ingresos medios por familia eran $39,927. Los hombres tenían unos ingresos medios de $29,835 frente a los $22,787 para las mujeres. La renta per cápita para la localidad era de $15,598. Alrededor del 10,6% de la población estaban por debajo del umbral de pobreza.